# Erepsocassis rubella
Erepsocassis rubella är en skalbaggsart som först beskrevs av Karl Henrik Boheman 1862.  Erepsocassis rubella ingår i släktet Erepsocassis och familjen bladbaggar. Inga underarter finns listade i Catalogue of Life.